# Imad Eddine Cherouk
Imad Eddine Cherouk (ar. عماد الدين شروق; ur. 31 marca 1997) – algierski judoka.
Brązowy medalista igrzysk afrykańskich w 2019 roku. Uczestnik turniejów międzynarodowych.